# Laura Melina Berling

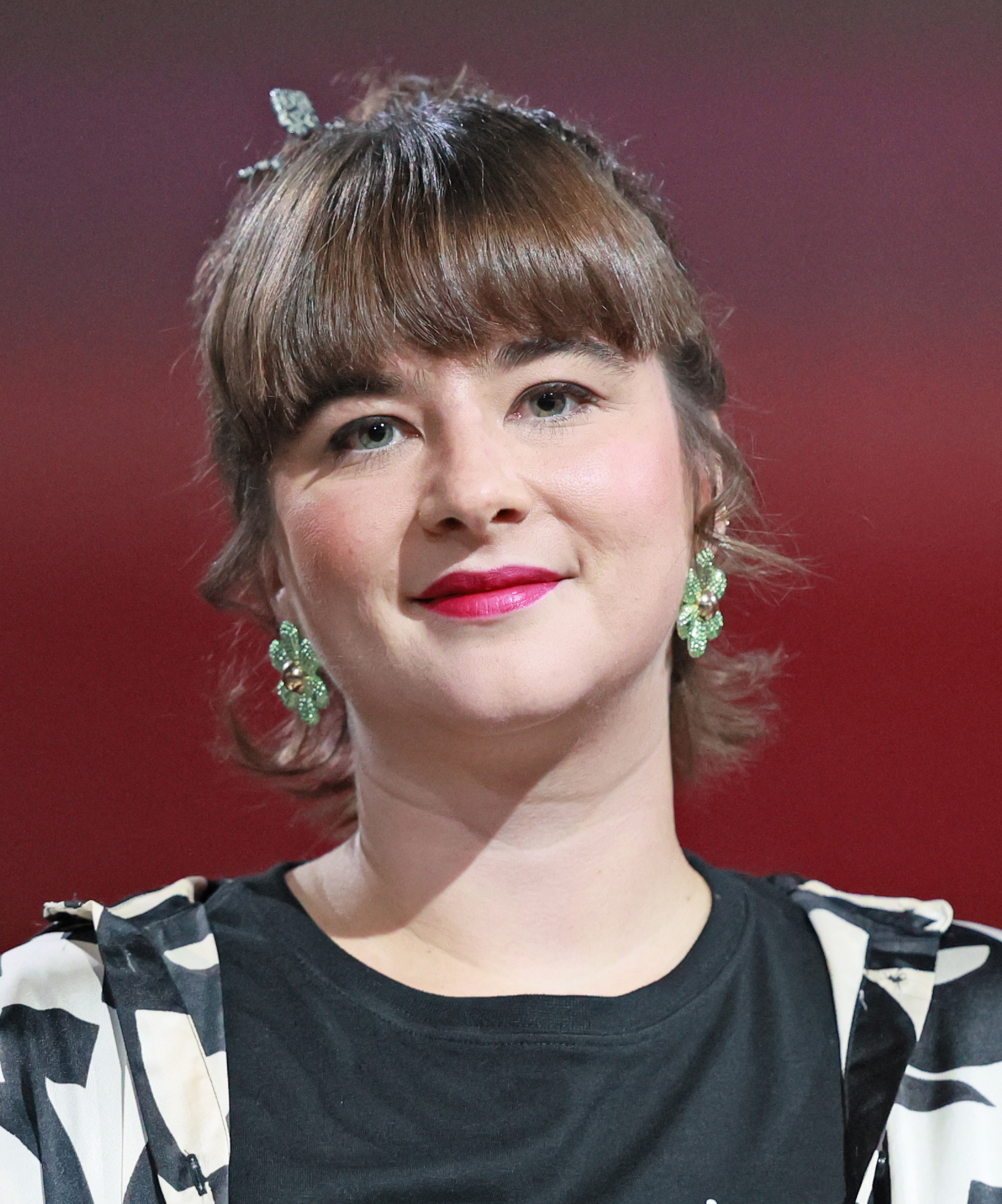
Laura M. Berling, Frankfurter Buchmesse 2023

Laura Melina Berling, genannt Lina Berling, ist eine deutsche Autorin und Bloggerin mit dem Schwerpunkt Feminismus.

## Leben und Werk
Laura Melina Berling studierte Theater- und Sozialpädagogik und ist in der Mädchenarbeit tätig. Von 2017 bis 2022 bloggte sie über feministische Themen in ihrem LittleFeministBlog. Daneben schrieb sie Gastbeiträge für Medien wie die Wochenzeitung Die Zeit und das Wirtschaftsmagazin Neue Narrative. Im Jahr 2022 veröffentlichte sie zusammen mit der Illustratorin Hannah Rödel im Leykam Verlag ihr erstes Buch, ein Aufklärungsbuch für Mädchen ab 10 Jahren, eingebettet in eine Erzählung, unter dem Titel Selma, Küsse, Kuddelmuddel. Im gleichen Verlag erschien im darauffolgenden Jahr mit Yunus, Zocken, Liebeszeugs auch ein Aufklärungsbuch für Jungen derselben Altersgruppe. Im Jahr 2023 veröffentlichte sie darüber hinaus ihr erstes Sachbuch mit dem Titel Modern Heartbreak. Feministischer Lieben. Darin untersucht sie das Verhältnis unserer heutigen Gesellschaft zur romantischen Liebe unter popkulturellen und feministischen Aspekten.
Laura Melina Berling lebt in Frankfurt am Main.

## Publikationen
- Selma, Küsse, Kuddelmuddel. Mit Illustrationen von Hannah Rödel. Leykam Verlag, Graz 2022, ISBN 978-3-7011-8230-5.
- Yunus, Zocken, Liebeszeugs. Mit Illustrationen von Hannah Rödel. Leykam Verlag, Graz 2023, ISBN 978-3-7011-8264-0.
- Modern Heartbreak. Feministischer Lieben. Leykam Verlag, Graz 2023, ISBN 978-3-7011-8302-9.
- Das ultimative Freundschafts-ABC: Kuscheln, Wut & Schabernack. Mit Illustrationen von Karo Oh. Leykam Verlag, Graz 2023, ISBN 978-3-7011-8360-9.